# Jeu gonflable
 (avril 2014).
Si vous disposez d'ouvrages ou d'articles de référence ou si vous connaissez des sites web de qualité traitant du thème abordé ici, merci de compléter l'article en donnant les références utiles à sa vérifiabilité et en les liant à la section « Notes et références ».

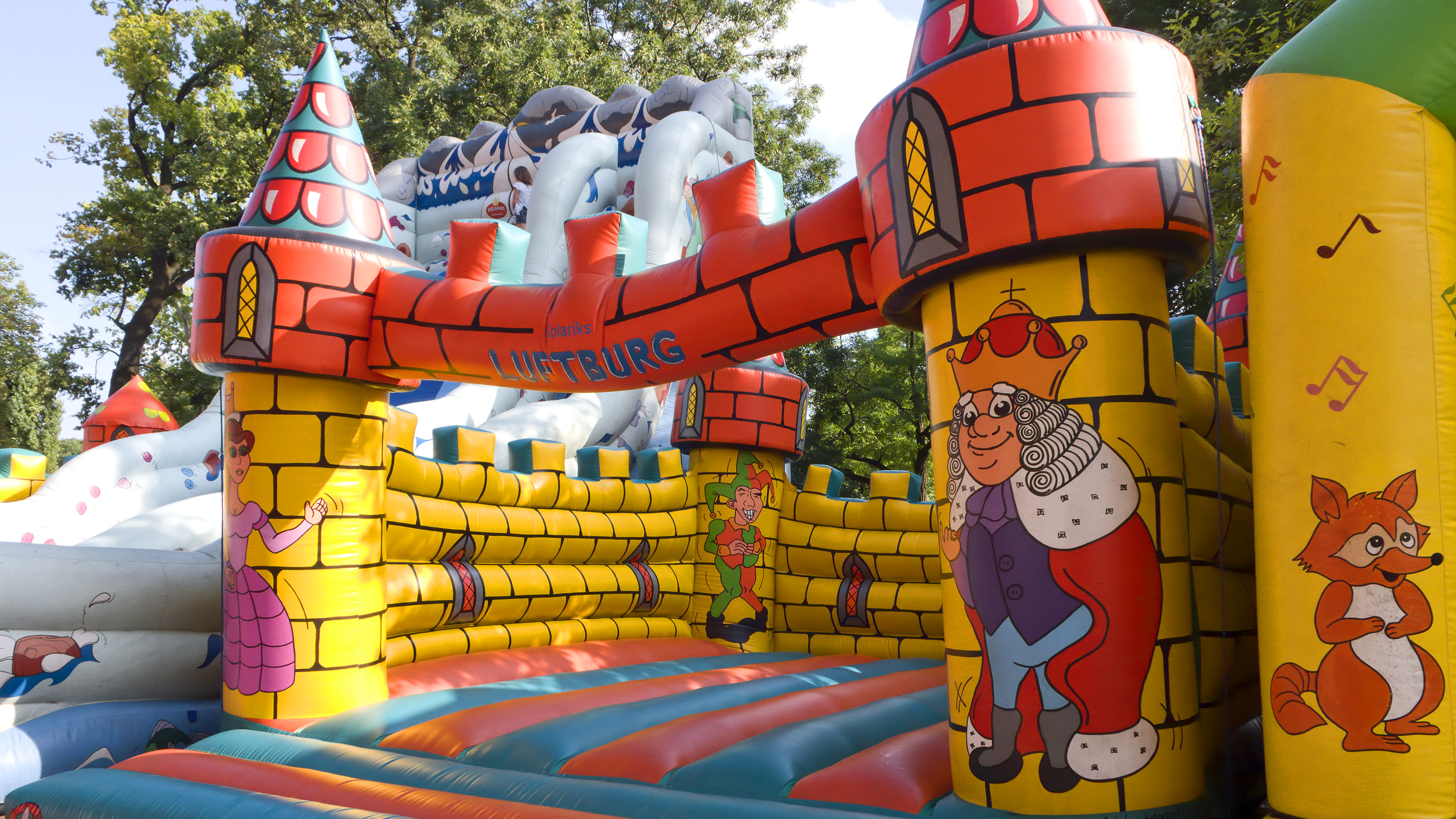
Château gonflable au Prater de Vienne.

Les jeux gonflables s’apparentent à des structures en PVC ou nylon d’une dimension d’environ 10 m2, et composés essentiellement d’air. Ils visent à accueillir en grande majorité les enfants au cours de fêtes comme des anniversaires ou bien des fêtes d’école. Le matériel est le plus souvent ouvert à la location auprès de particuliers et peut également s’acheter.

## Histoire
La première structure gonflable destinée aux jeux a été conçue en 1959 par John Scurlock à Shreveport, en Louisiane. Celui-ci utilisait des housses gonflables pour les courts de tennis quand il a remarqué que ses employés aimaient sauter sur les couvertures. Ingénieur en mécanique, il a alors décidé de développer des dômes et des tentes gonflables.
Quelques années plus tard, sa femme, Frances, a commencé la première société de location gonflable. En 1976, ils ont construit une installation personnalisée pour la production et la location des jeux gonflables pour les anniversaires, fêtes scolaires et pique-niques. Leur fils Frank Scurlock a alors élargi leur concept de location à travers les États-Unis sous la marque Space Walk.

## Types de jeux

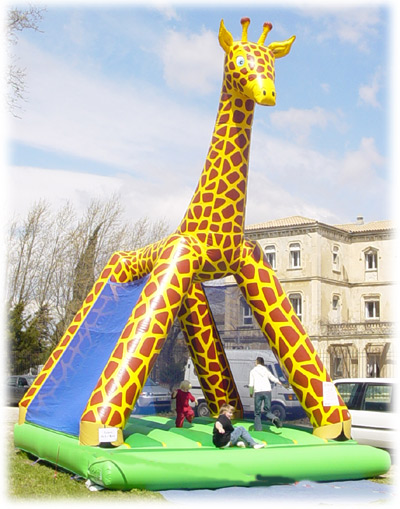
Château Girafe - ASG34 Hérault.

Les types de jeux gonflables sont nombreux. Parmi les plus connus, on retrouve le château mais aussi le toboggan. À cela s’ajoutent souvent des activités plus sportives, comme les combats de sumos, le baby-foot humain ou encore le tir à l’élastique. Ces activités gonflables peuvent s’accompagner d’accessoires supplémentaires obligatoires. Parmi elles, la soufflerie indispensable pour la bonne utilisation du château gonflable, ou encore les boules pour la piscine à boules.

## Conditions
Les conditions d’utilisation des jeux gonflables restent encadrées par des règles très strictes. Par exemple, l’enfant doit enlever ses chaussures, déposer ses lunettes, ne pas avoir de chewing-gum ou de nourriture en main et ne pas être maquillé. Les parents doivent aussi contrôler que les enfants ne se bagarrent pas dans la structure gonflable. L’âge limite d’utilisation des structures gonflables se situe souvent aux alentours de 14 ans. Au-delà, l’accès à la structure gonflable n'est plus possible en raison du poids généré. En effet, le château gonflable est alimenté par une soufflerie qui fonctionne sans arrêt. Cette soufflerie placée à l’arrière de la structure gonflable envoie continuellement de l’air. Les différents morceaux de PVC qui forment le château gonflable sont cousus entre eux et les coutures ne sont pas étanches et supportent un certain poids. Si un poids important arrive sur la structure gonflable, les coutures forcent et s’ouvrent définitivement et le château ne peut être alors conservé.

## Parc aquatique gonflable

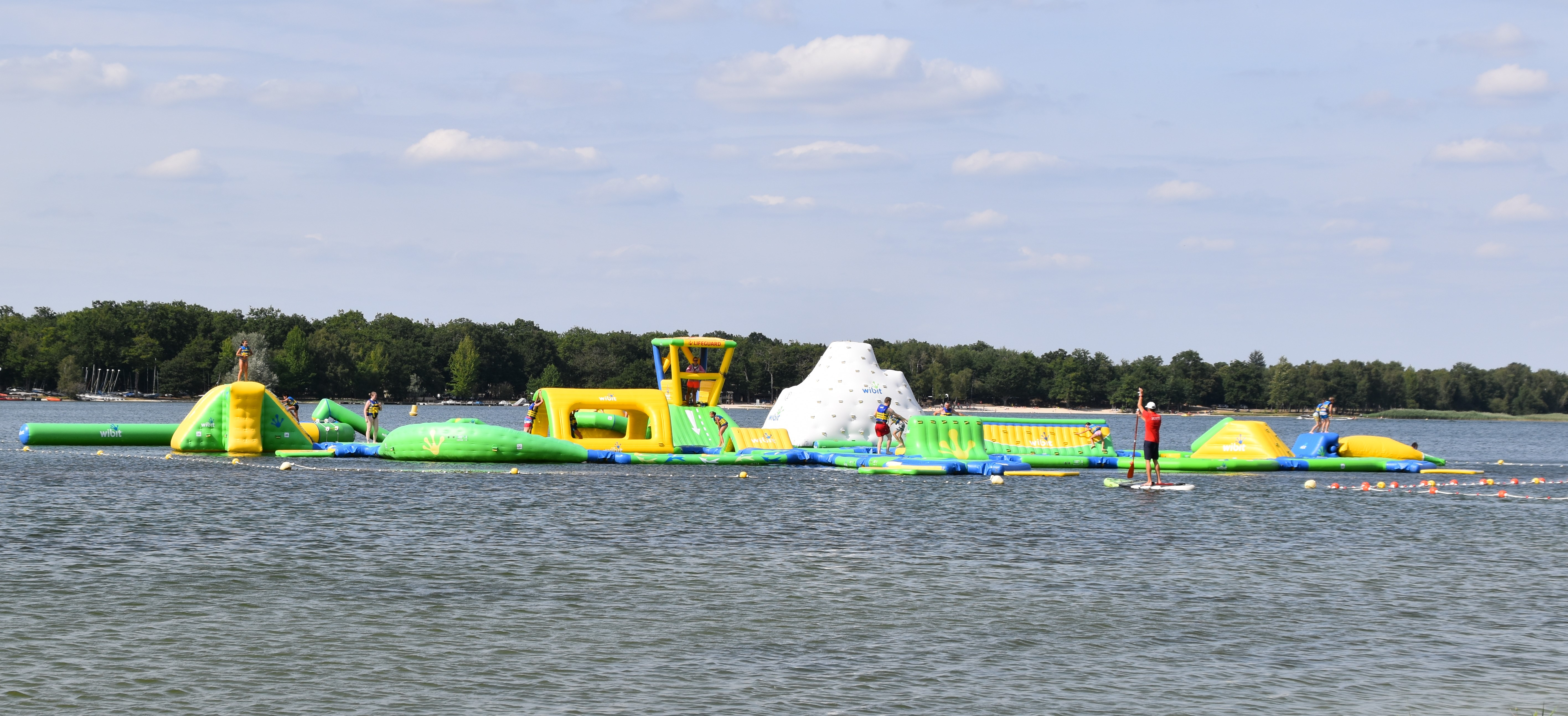
Le parc aquatique d'Argent-sur-Sauldre, à l'Étang du Puits.

Des structures plus importantes, reprenant la base du château gonflable et les toboggans, s'implantent en été dans les piscines et les lacs, pour devenir de véritables parcs aquatiques. Les enfants mais aussi les plus grands, s'étant préalablement équipés d'un gilet de sauvetage, peuvent jouer dans les labyrinthes, franchir les parcours d'obstacles, escalader les montagnes, rebondir sur les trampolines, et glisser sur les toboggans, tout en évitant, ou non, de tomber dans l'eau. Seule la tour de surveillance, occupée par un sauveteur, est interdite aux baigneurs.

## Sécurité
Selon la Consumer Product Safety Commission il y a eu en 2012 plus de 18 800 blessures liées aux structures gonflables aux États-Unis, un chiffre en augmentation. Cette augmentation peut être expliquée par une hausse de la popularité, conduisant à en louer chez soi, où les enfants peuvent se cogner aux murs ou au sol.